# Řeka (přírodní rezervace)
Řeka je přírodní rezervace na území Starého Ranska, části městyse Krucemburk v okrese Havlíčkův Brod, v nadmořské výšce 553–556 metrů. Oblast spravuje AOPK ČR, RP Správa CHKO Žďárské vrchy. Důvodem ochrany je území přestavující jedinečný zachovaný komplex vlhkých zrašeliněných luk a rašeliništních slatinných geobiocenóz, přecházejících v litorál rybníka Řeka s bohatým výskytem chráněných a ohrožených druhů rostlin a živočichů.

## Galerie

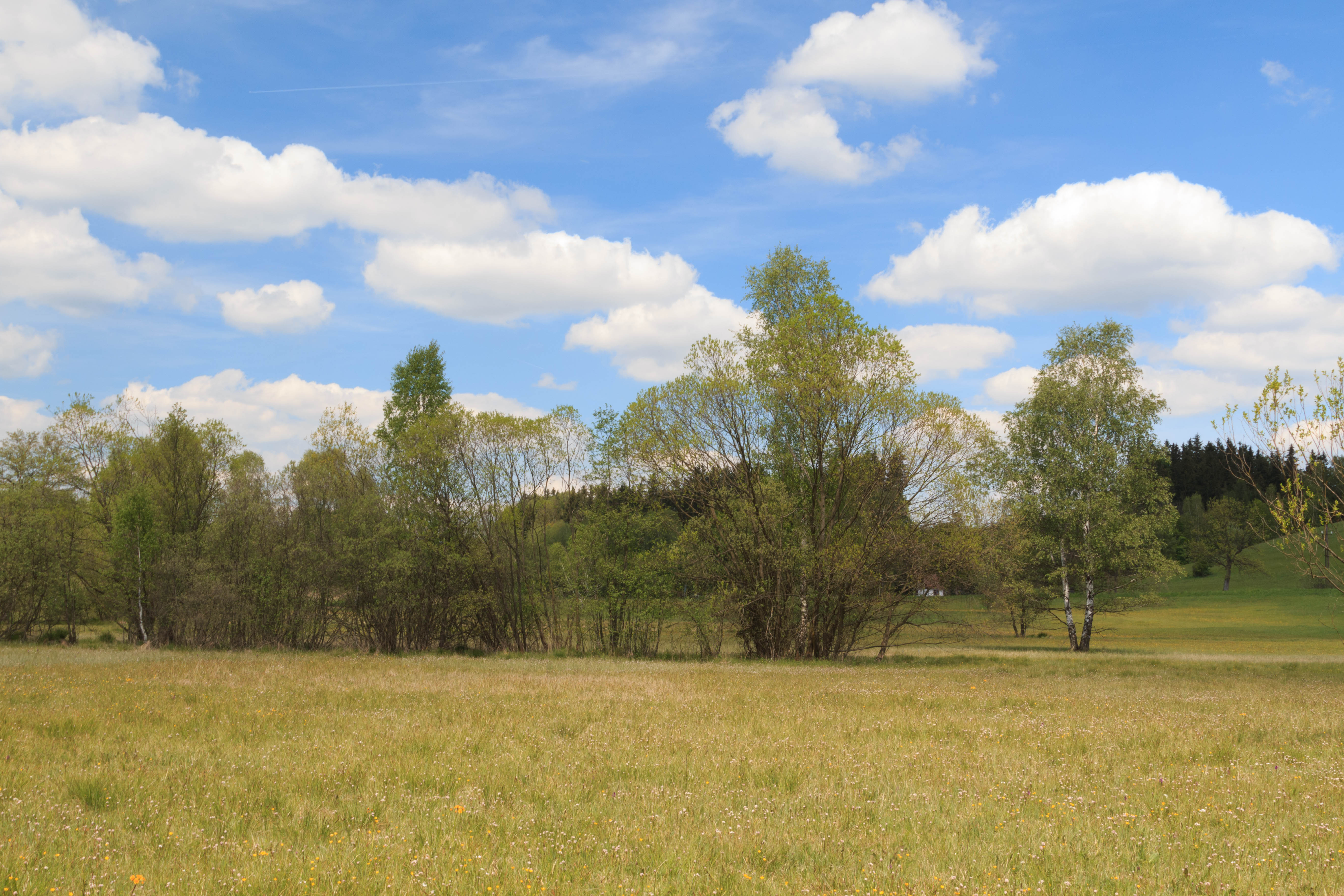
Přírodní rezervace Řeka
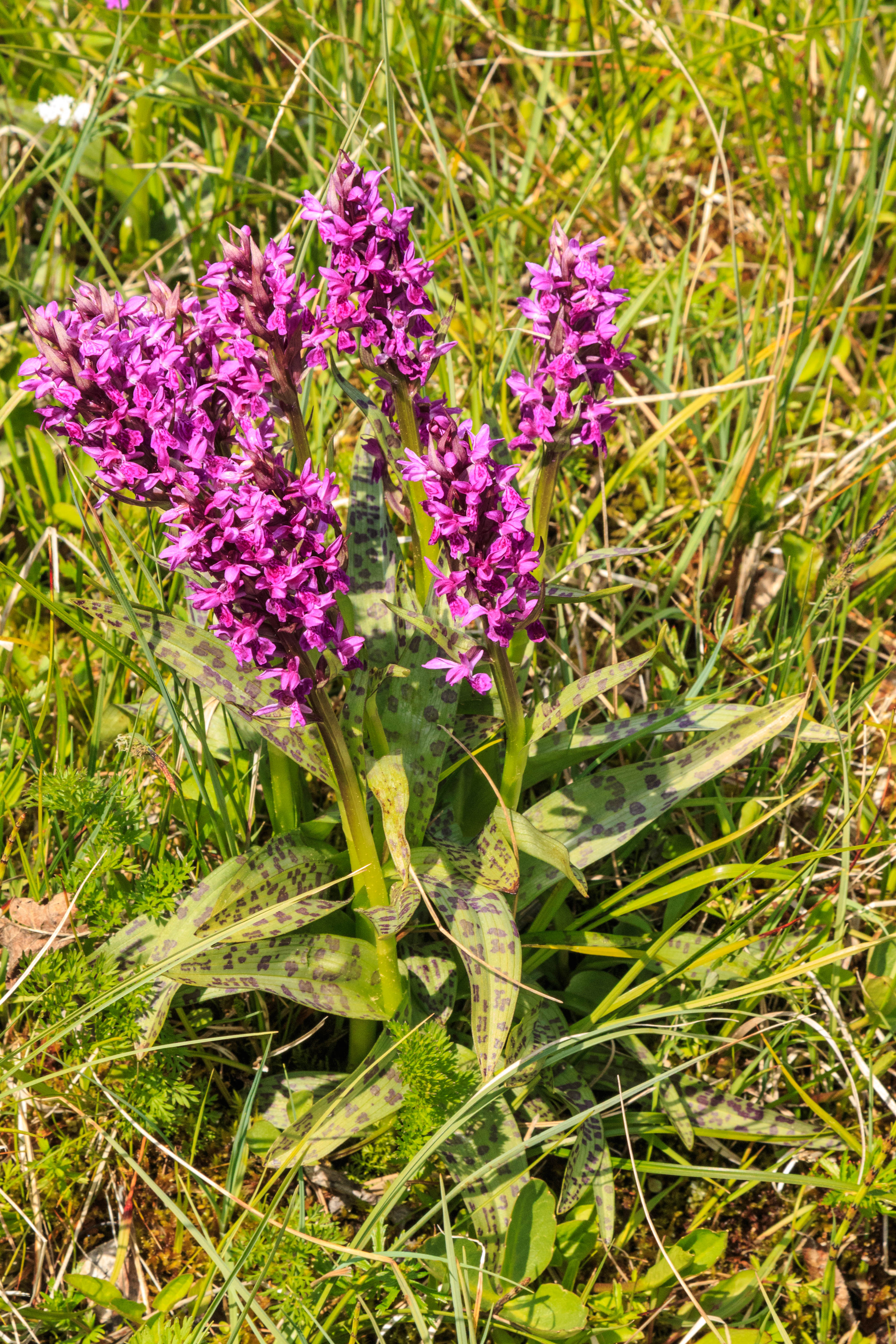
Přírodní rezervace Řeka – kvetoucí prstnatec
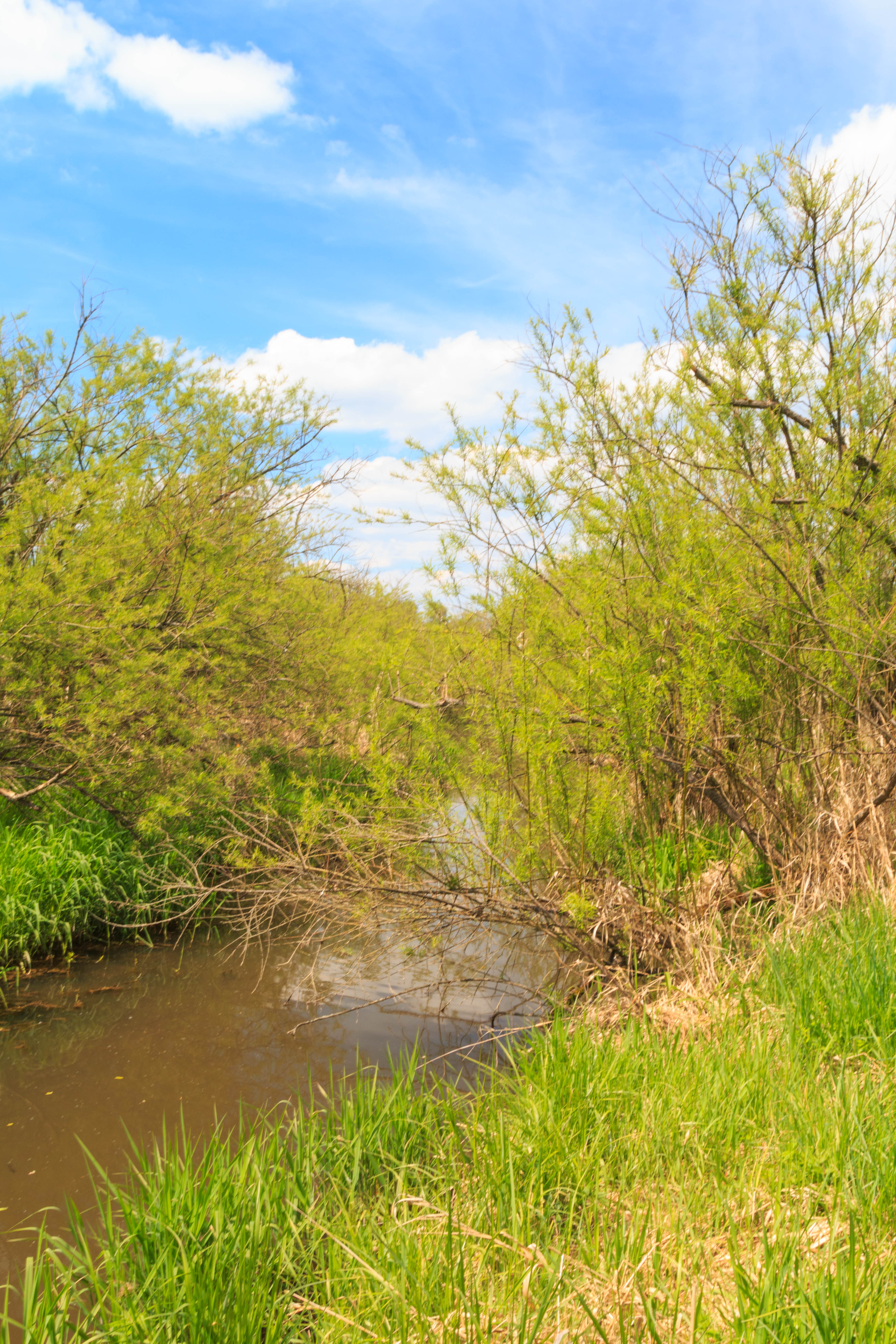
Přírodní rezervace Řeka
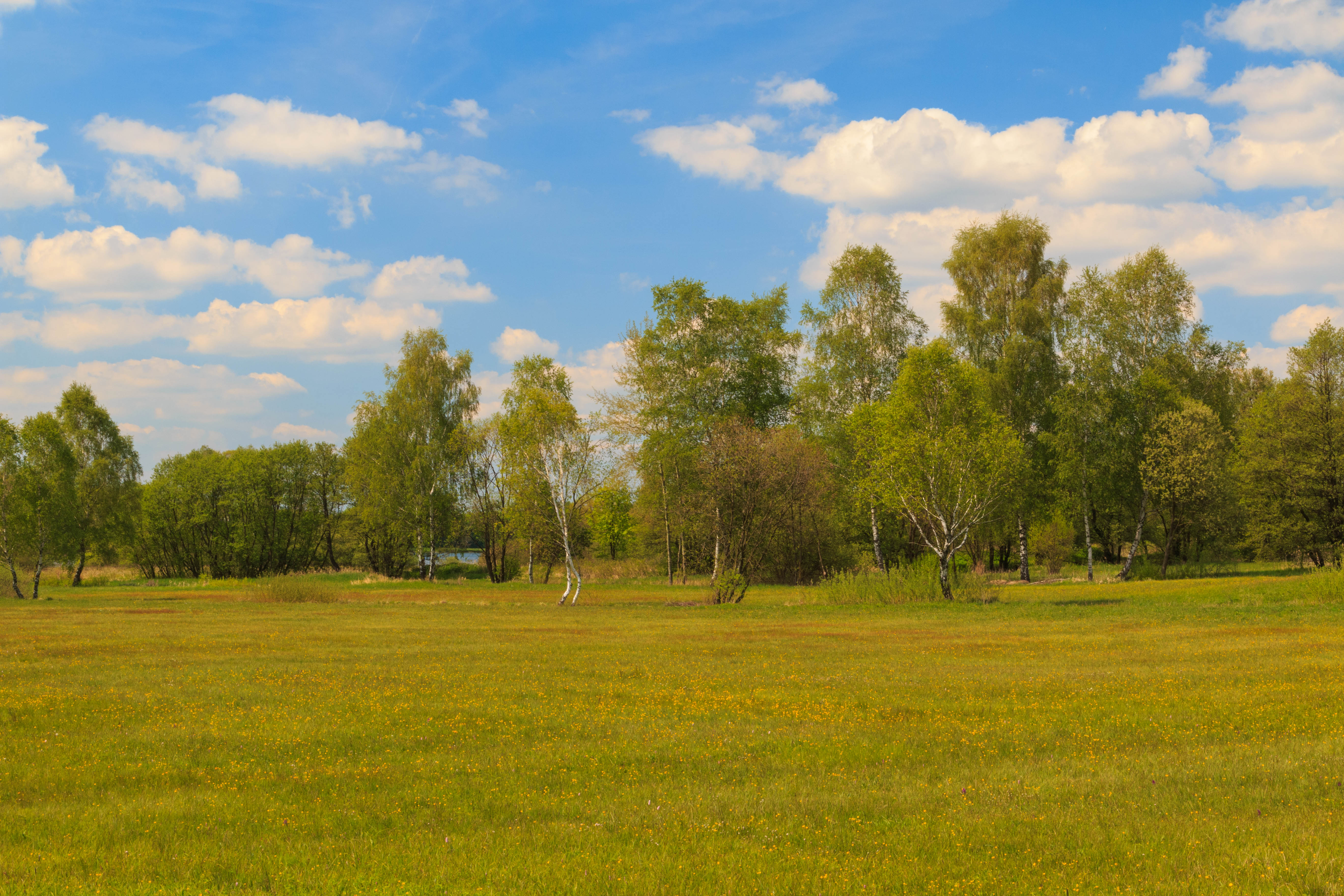
Přírodní rezervace Řeka